# 오만 헤이안 일본 정원
오만 헤이안 일본 정원(일본어: オマーン平安日本庭園, 아랍어: الحديقة اليابانية في عُمان, 영어: Heian Japanese Garden in Oman)은 오만 시브와 바르카에 위치한 지천회유식 일본 정원이다.
수도 무스카트에서 서쪽으로 약 60km, 시브와 바르카 중간에 있는 나심 정원 일각에 설치되어 있다. 2001년 카부스 국왕 즉위 30주년 기념 사업의 일환으로 설립되었다. 아라비아 반도 최초의 일본 정원이다.

## 역사

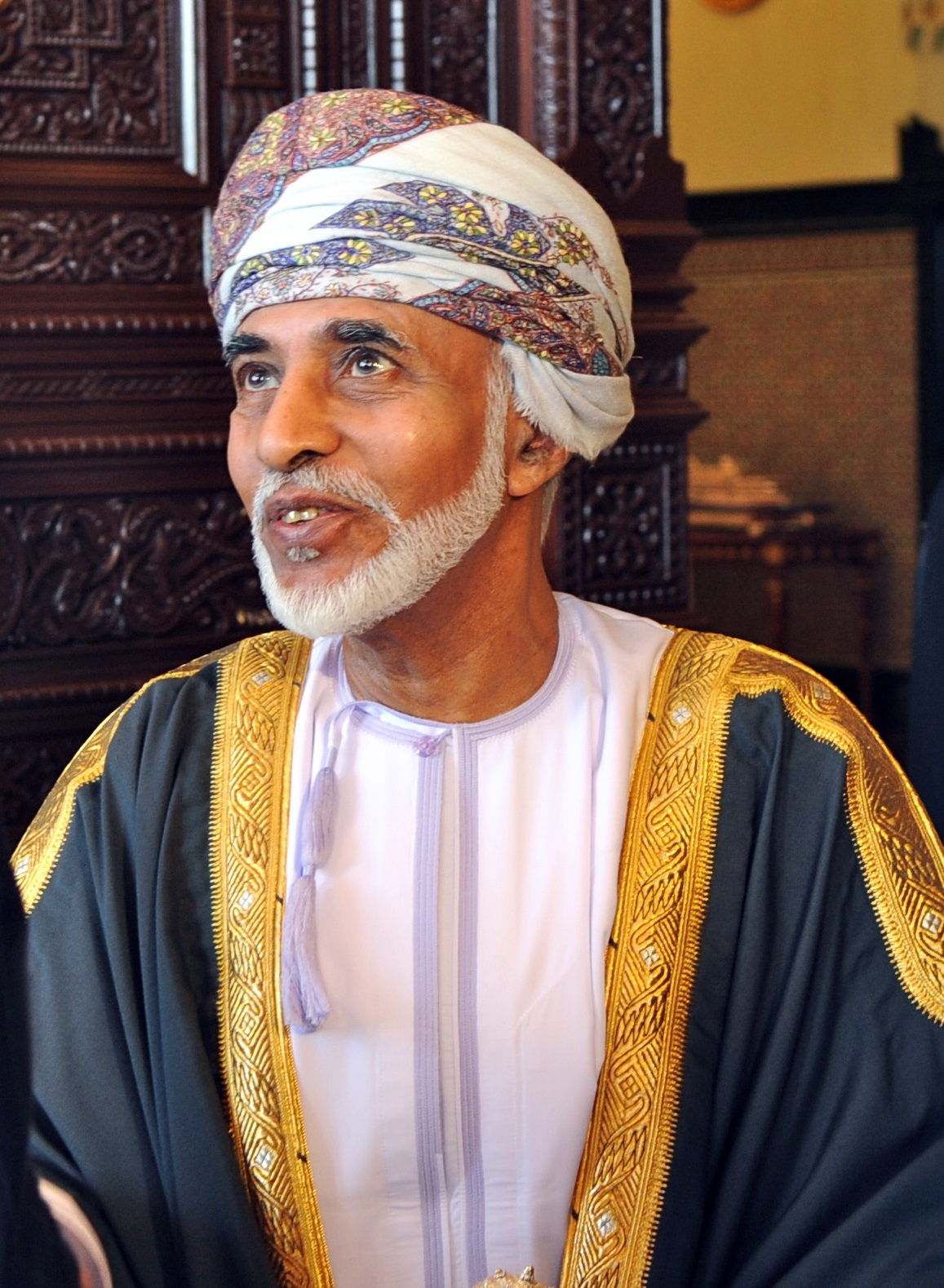
카부스 국왕

1960년대 이후 문화 교류 등의 목적으로 대사관이나 일본 문화회관에 건설된 일본 정원이 증가하고, 자매 도시·우호 도시 관계를 기반으로 한 일본 정원이 많이 존재하고 있다. 재외공관에 건축된 일본 정원의 예로는 주 미국 대사관 (1960년), 주 오스트레일리아 대사관 (1961년), 주 인도 대사관 (1967년), 주 타이 대사관 (1967년), 주 캄보디아 대사관 (1970년 조경, 2002년 보수), 주 대한민국 대사관 (1971년), 주 미국 일본 대사 관저 (1974년), 주 싱가포르 일본 대사 관저 (1990년), 주 베트남 대사관 (1999년), 주 레바논 대사관 (2001년), 주 이스라엘 대사관 (2002년) 등이 있다.
1970년 7월 23일에는 살랄라에서 카부스 빈 사이드 알사이드 국왕이 즉위하고 오만은 근대 국가로 거듭나기 시작했다. 교육 · 의료 · 전기 · 수도 · 도로 · 통신 등의 분야가 발전하고 비약적인 경제 발전을 이룩했으며, 오만 국산 원유의 최대 수출 국가가 일본이었다.
오만은 일본과는 식생이 크게 달라, 무스카트 시내는 여름철 기온이 45°C에서 50°C에 이른다. 가미나카 젠지 주 오만 일본 대사를 중심으로 하여 일본 · 오만의 우호의 상징이 되는 일본 정원의 설립이 계획되었다. 또한, 카부스 국왕의 즉위 30주년 기념 사업의 하나로 채택되었다. 가미나카는 나카시마 히로히사의 종합 정원 연구실에 정원 제작을 의뢰하였으며, 오만 일본 정원 설립 실행위원회가 발족하여 1999년 7월부터 계획이 진행되었다. 평탄한 공원을 뚫고 연못을 만들었으며, 그 때 나온 토사로 5개의 작은 언덕을 축조하였다. 원경의 남성적인 산과 주변 경관을 정원에 흡수하는 차경 기법도 사용되었다.
2001년 5월 31일에는 무스카트 시장 압둘라 빈 아마드의 협력 하에 헤이안 일본 정원이 개원하여 6월 1일에 공개가 시작되었다. 2008년 이후에는 오만인 어린이가 정원 연못에 빠져 사망하는 사고가 일어나기도 했다.
가미나카는 해발 2,000m 이상인 제벨 아크다르에 있는 농장에 벚꽃 식목 사업도 하고 있다. 가미나카의 후임 모리모토 세이지 주 오만 일본 대사는 2010년 무스카트 시내의 일본 대사관 구내에 적응성이 강한 요코(일본어: 陽光)라는 품종의 벚꽃을 심었다.

## 특징
헤이안 일본 정원의 면적은 7,500m²이다. 정원의 중심에는 홍예 다리가 걸쳐진 연못 등 3개의 연못이 있고 연못 주위에는 폭포, 석가산, 정자, 탑, 석등, 쓰쿠바이 등이 배치되어 있다. 정원에는 총 350톤의 바위가 배치되어 있으며, 18톤으로 가장 무거운 바위는 루스타크의 와디에서 옮겨진 것이다. 탑이나 석등은 일본에서 옮겨온 것이다. 정자는 설계도를 바탕으로 오만인 목수가 제작하였다. 나심 공원은 주말이면 가족 단위로 5,000 ~ 6,000명의 사람들이 방문한다. 무스카트가 정원 관리를 한다.

## 참고 문헌
- 종합 정원 연구실, 오만 헤이안 일본 정원 《랜드스케이크 디자인》 아르모 출판, 2002년, pp. 90-93
- 모리모토 세이지, 《알려지지 않은 나라 오만 격동하는 중앙의 오아시스》, 래리 그린버그, 2012년 ISBN 9784904486313
- 스즈키 마코토, 《해외에 만들어진 일본 정원의 계보》 2006년